# Wassjuganje
Koordinaten: 57° 34′ 0″ N, 75° 39′ 0″ O

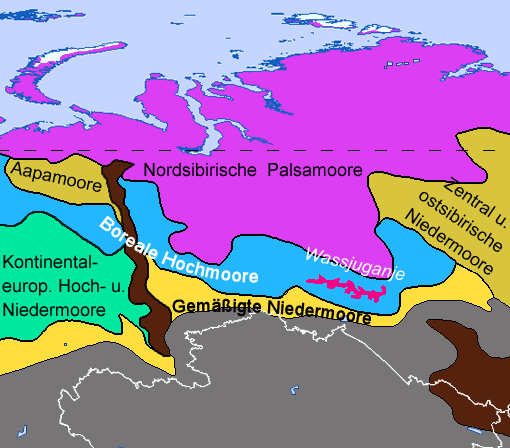
Lage des Wassjuganje Moorkomplexes in den Moorregionen Westsibiriens

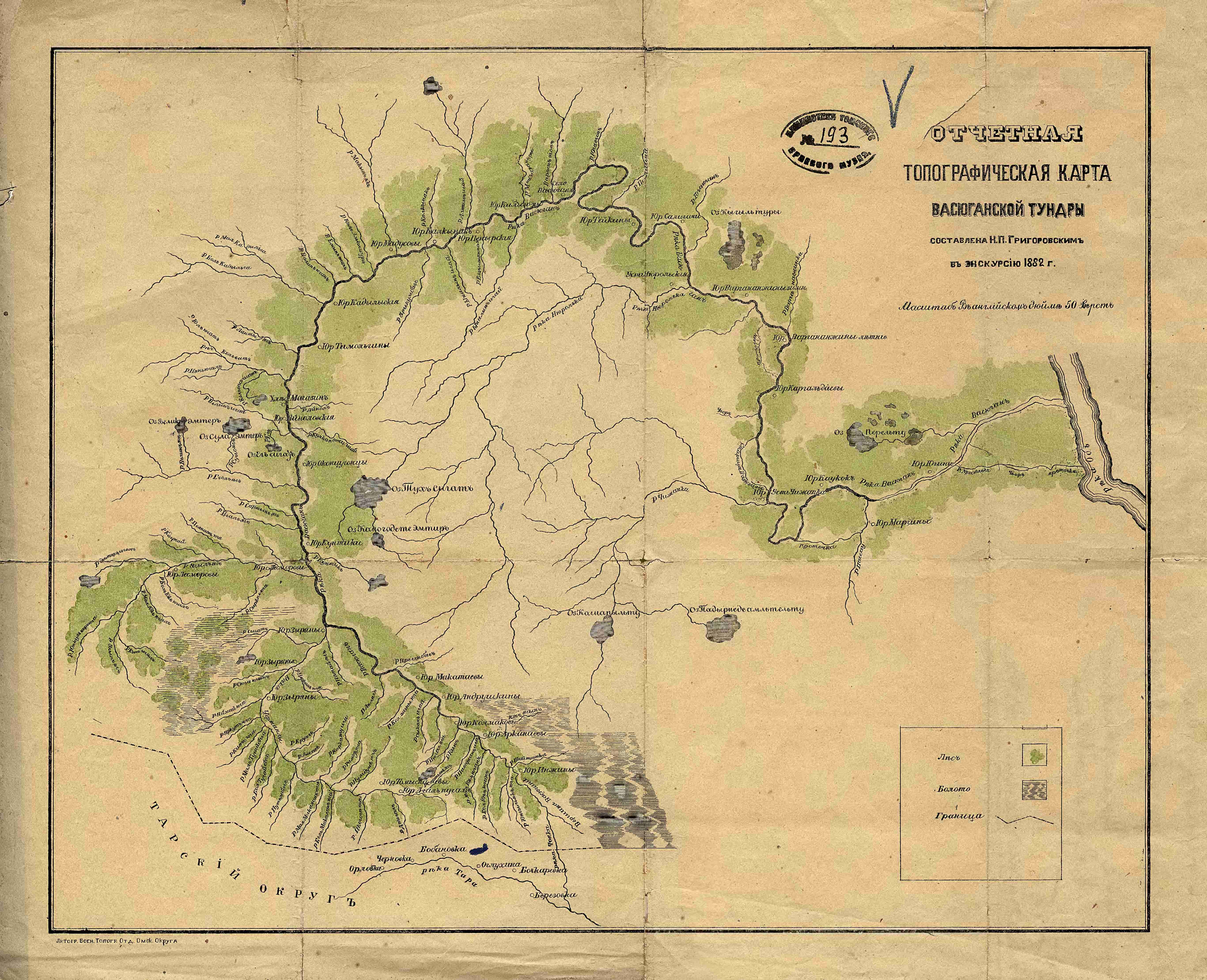
Topographische Karte Wassjuganje aus dem Jahr 1882

Die Wassjuganje ist eine 52.700 km² große Moorlandschaft im Westsibirischen Tiefland in Russland. Sie liegt zwischen den Flüssen Ob und Irtysch, ist Quellgebiet des namensgebenden Flusses Wassjugan sowie seines Nebenflusses Tschischapka und geht im Süden in die Barabasteppe über.
Außerdem haben in den Wassjuganje-Mooren die Ob-Nebenflüsse Parbig, Parabel (mit seinen Quellflüssen Kjonga und Tschusik) und Großer Jugan, die Irtysch-Nebenflüsse Om, Tara, Ui und Demjanka sowie der nach Süden in das abflusslose Becken des Tschanysees fließende Kargat ihren Ursprung.
Wassjuganje liegt klimatisch in der eurasischen Hochmoorregion am Südrand der borealen Nadelwälder. Bei lokaler Betrachtung bilden die niederschlagsgesättigten (ombrotrophen) Hochmoore den überwiegenden Anteil des Moorkomplexes und dominieren flächenmäßig. Den zweitgrößten Anteil nehmen Übergangsmoore (Fen–Bog-Komplexe) ein, während grundwassergespeiste (minerotrophe) Niedermoore flächenmäßig kleiner sind als die beiden vorgenannten Typen. In geringer Anzahl finden sich zudem einige Aapamoore (Strangmoore) im Moormosaik. Eine große Zahl kleiner Seen und Kolke mit insgesamt geringem Flächenanteil ist vorhanden. Sie sind vor allem in den Niedermooren vorhanden. An den Rändern des Moorgebiets sowie in Übergangsbereichen zwischen den Hochmooren und dem umgebenden Wald finden sich sumpfige Zonen, die nur saisonal überflutet sind. Sie sind oft von Baum- und Strauchvegetation geprägt, die an dauerhaft wassergesättigte Bedingungen angepasst ist, und stellen lokal bedeutsame, aber flächenmäßig kleinere Elemente im Gesamtkomplex dar.
Russland hat Ende 2017 6.000 km² des Moorgebietes als Sapowednik unter Schutz gestellt.